# Cinq mouvements pour quatuor à cordes
Les Cinq mouvements pour quatuor à cordes, op. 5 (en allemand : Fünf Sätze für Streichquartett) d'Anton Webern sont une œuvre pour quatuor à cordes composée en 1909. 

## Mouvements
1. Heftig Bewegt
2. Sehr Langsam
3. Sehr Bewegt
4. Sehr Langsam
5. In Zarter Bewegung

Son exécution demande environ douze minutes

## Création
Sa composition terminée en juillet 1909, l'œuvre est jouée pour la première fois le 8 février 1910 à Vienne. 
La partition est publiée en 1922 par Universal Edition à Vienne.
Il en écrit aussi une version pour orchestre à cordes en 1928-1929.

## Commentaires
Cette œuvre est composée dans le courant de la seconde école de Vienne, en recourant à la musique atonale et à des techniques de jeu étendues. « Composé de cinq mouvements très courts, également complètement atonaux et hérissés de sons étranges issus de techniques de jeu étendues, le quatuor à cordes de Webern est sans doute encore plus radical bien qu'issu d'une sensibilité partagée. »
Le premier mouvement, bien qu'écrit sous une forme sonate, est si serré qu'il en devient « abstrait ». Le jeu sur les timbres ou Klangfarbenmelodie est accentué par des techniques de jeu telles que l'appui sur le bois de l'archet pour frapper les cordes, ou le jeu près du chevalet. Le deuxième mouvement, très lent, emploie un intervalle dissonant pour céer un « friction harmonique ». Le troisième mouvement est un scherzo par l'esprit sinon par la forme, recourt au pizzicato. Le quatrième mouvement apporte de « lentes expérimentations tonales ». Le dernier mouvement, le plus long, émerge d'une impulsion à peine perceptible pour prendre forme vers une explosion intense avant de rentrer dans les ténèbres.
Pour Claude Rostand, « à partir de l'opus 5, le génie de Webern apparaît sans précédent, tant par le radicalisme de ses points de vue que par la nouveauté de sa sensibilité ».